# Dassault Ouragan
Die Dassault MD.450 Ouragan (französisch für Hurrikan) von Dassault Aviation war das erste in Frankreich produzierte Kampfflugzeug mit Strahltriebwerk. Der Erstflug des einstrahligen Tiefdeckers war im Jahre 1949.

## Geschichte und Entwicklung
Am 28. Februar 1949 flog der erste von Dassault entwickelte Prototyp der Ouragan. Diese erste Maschine hatte noch keine Bewaffnung, verfügte jedoch bereits über eine Druckkabine im Cockpit sowie über Flügelspitzentanks. Es wurden drei Prototypen und zwölf Vorserienmaschinen gebaut. Danach erfolgte die Bestellung der ersten 150 Serienflugzeuge; diese Bestellung wurde bald auf 350 erhöht. Die erste Serienmaschine flog am 5. Dezember 1951; die Auslieferung an die Armée de l’air begann 1952. Drei Geschwader wurden mit der Ouragan ausgerüstet, bereits ab Mai 1955 wurden diese durch die MD 452 Mystère IV A ersetzt. Die letzten Ouragan wurden jedoch erst sechs Jahre später außer Dienst gestellt, nachdem sie als Fortgeschrittenen-Trainer in der Pilotenausbildung eingesetzt worden waren.
Die Ouragan wurde im Jahr 1953 in einer Stückzahl von 71 Maschinen als erster französischer Nachkriegsexport als „Toofani“ an Indien verkauft, wo sie in den Kriegen gegen Pakistan eingesetzt wurde. Weitere Bestellungen von 20 und noch einmal 13 Maschinen brachten die Gesamtzahl der von Indien erworbenen Ouragan auf insgesamt 104. Ein weiterer Käufer war Israel, das mindestens 75 Ouragan kaufte, 24 neue und ca. 51 gebrauchte Maschinen der Armée de l’Air. Die Gesamtzahl der von Israel erworbenen Ouragan wurde nie offiziell bestätigt. Diese Flugzeuge wurden im Erdkampfeinsatz sowohl in der Sueskrise als auch im Sechstagekrieg eingesetzt. Zwischen 1974 und 1978 verkaufte Israel 18 Ouragan an El Salvador. Diese wurden im dortigen Bürgerkrieg eingesetzt.

## Konstruktion
Die M.D.450 Ouragan war ein einsitziges Kampfflugzeug in Halbschalenbauweise mit tief angesetzten Tragflächen. Als Antrieb diente ein in Lizenz von Hispano-Suiza gefertigtes Strahltriebwerk Rolls-Royce Nene Mk 104B mit 2270 kp Schub. Der Lufteinlauf war zentral angeordnet, das Leitwerk mit halbhoch angesetzten Höhenflossen war leicht gepfeilt. Die Tragflächen waren nur gering gepfeilt, wodurch die Maschine nicht überschalltauglich war.

## Varianten

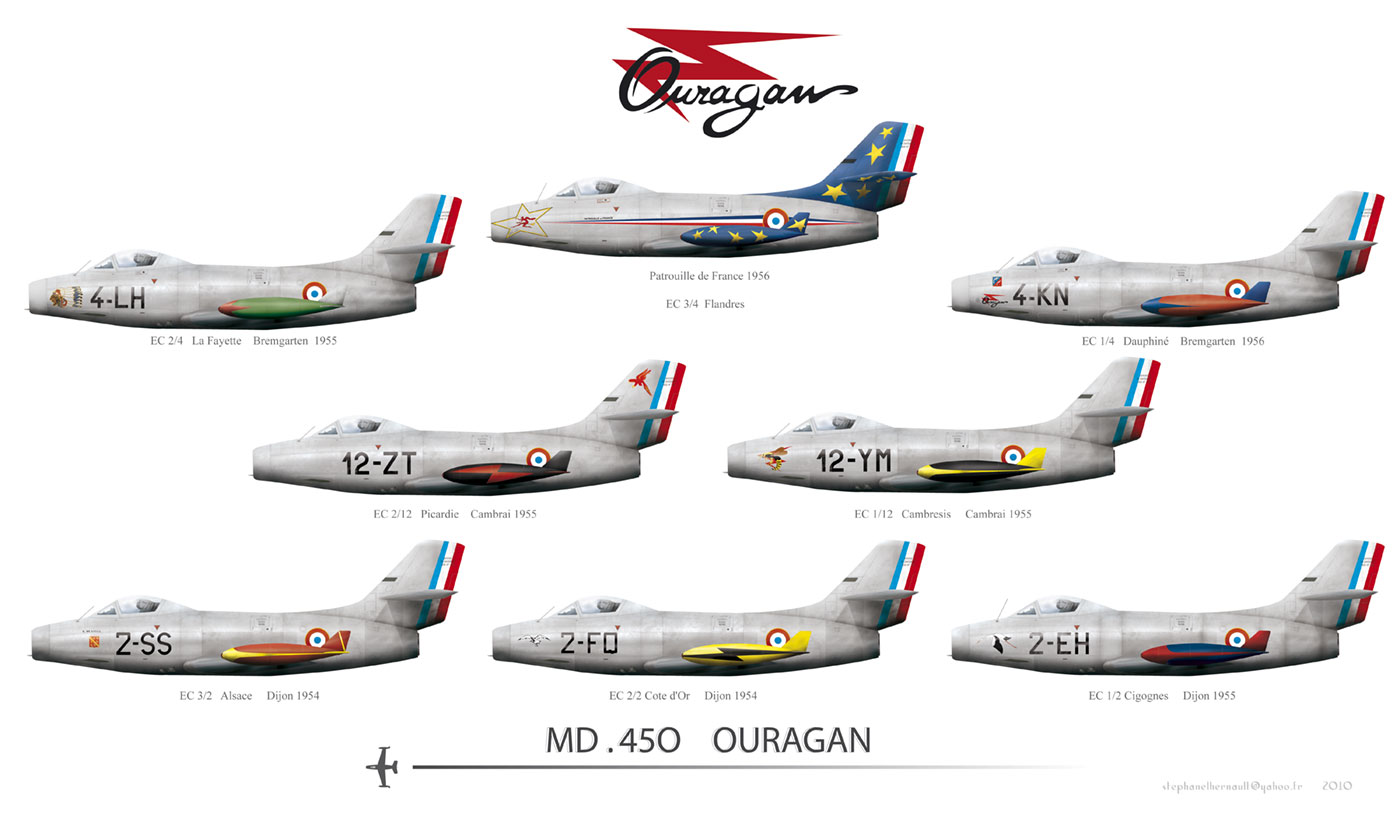
Dassault MD 450 Ouragan Armée de l’Air

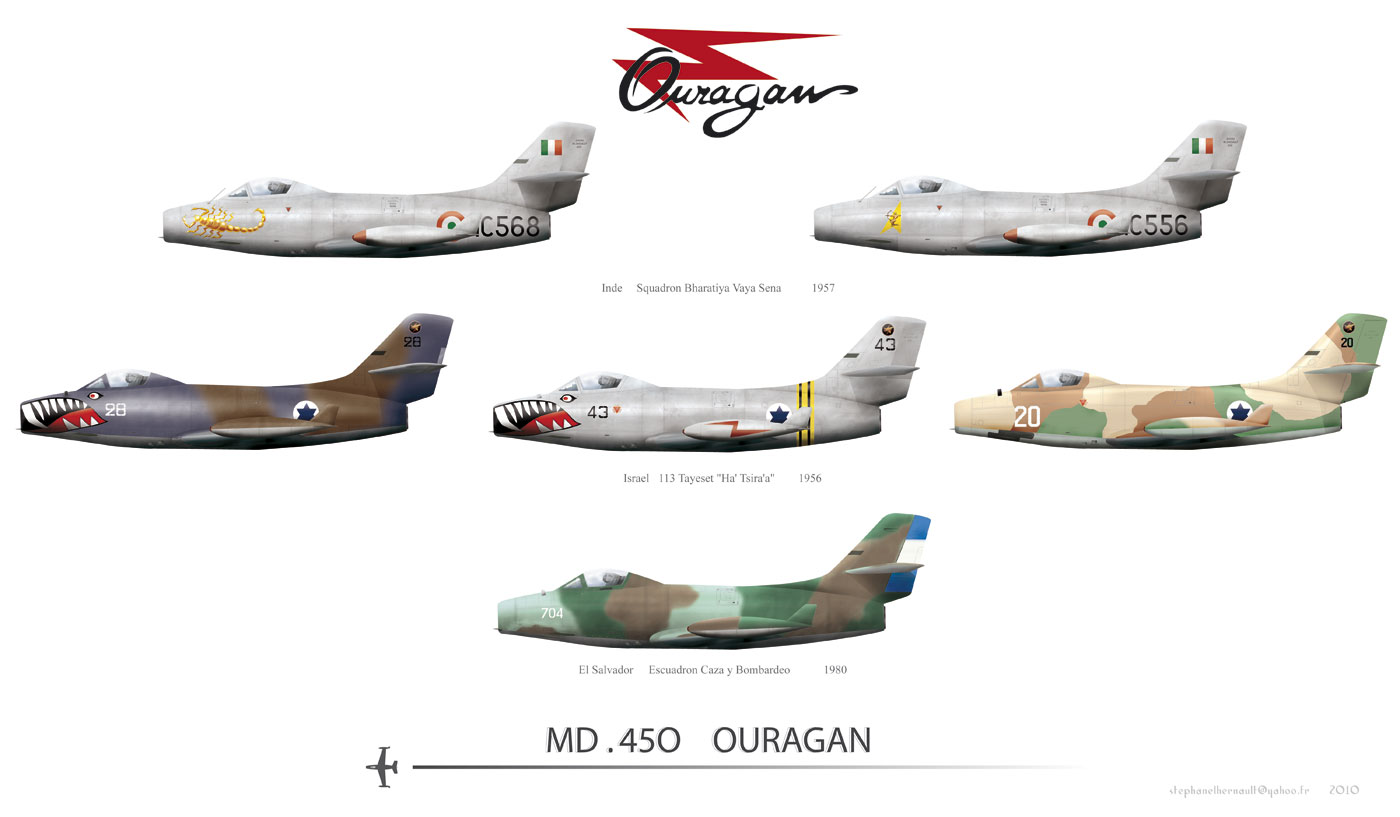
Dassault MD 450 Ouragan Inde Israel El Salvador

- M.D.450R: einziges Exemplar einer Aufklärungsvariante.
- M.D.450-30L: einziges Exemplar mit einem Strahltriebwerk SNECMA Atar 101B, seitlichem Lufteinlauf und zwei 30-mm-DEFA-Kanonen.
- Barougan: Testversionen von bis zu vier modifizierte M.D 450 Serienmaschinen. Durch einen Bremsschirm, Fahrwerksänderungen und Gewichtsreduktion sollten Operationen von sehr kurzen und unbefestigten Feldlandebahnen möglich werden.[3]

## Militärische Nutzung
- El Salvador: 18 gebrauchte aus Israel
- Frankreich: 350[4]
- Indien: 104
- Israel: 75

## Technische Daten

Dreiseitenriss

| Kenngröße             | Daten |
| --------------------- | --- |
| Besatzung             | 1 |
| Länge                 | 10,74 m |
| Spannweite            | 13,2 m (mit Flügelspitzentanks) |
| Höhe                  | 4,15 m |
| Flügelfläche          | 23,80 m² |
| Flügelstreckung       | 7,3 |
| Leermasse             | 4150 kg |
| max. Startmasse       | 7600 kg |
| Höchstgeschwindigkeit | 940 km/h |
| Dienstgipfelhöhe      | 15.000 m |
| Reichweite            | 1000 km |
| Einsatzradius         | 450 km (ohne Außenlasten) |
| Triebwerke            | 1× Rolls-Royce Nene Mk 104B mit 2270 kp Schub                                                                                                |
| Bewaffnung            | vier 20-mm-Hispano-Kanonen und Flügelstationen für zwei 454-kg-Bomben oder 16 Stk. 105-mm-Raketen oder acht Raketen und zwei Napalm-Kanister |